# St. Nikolaus (Dürrlauingen)

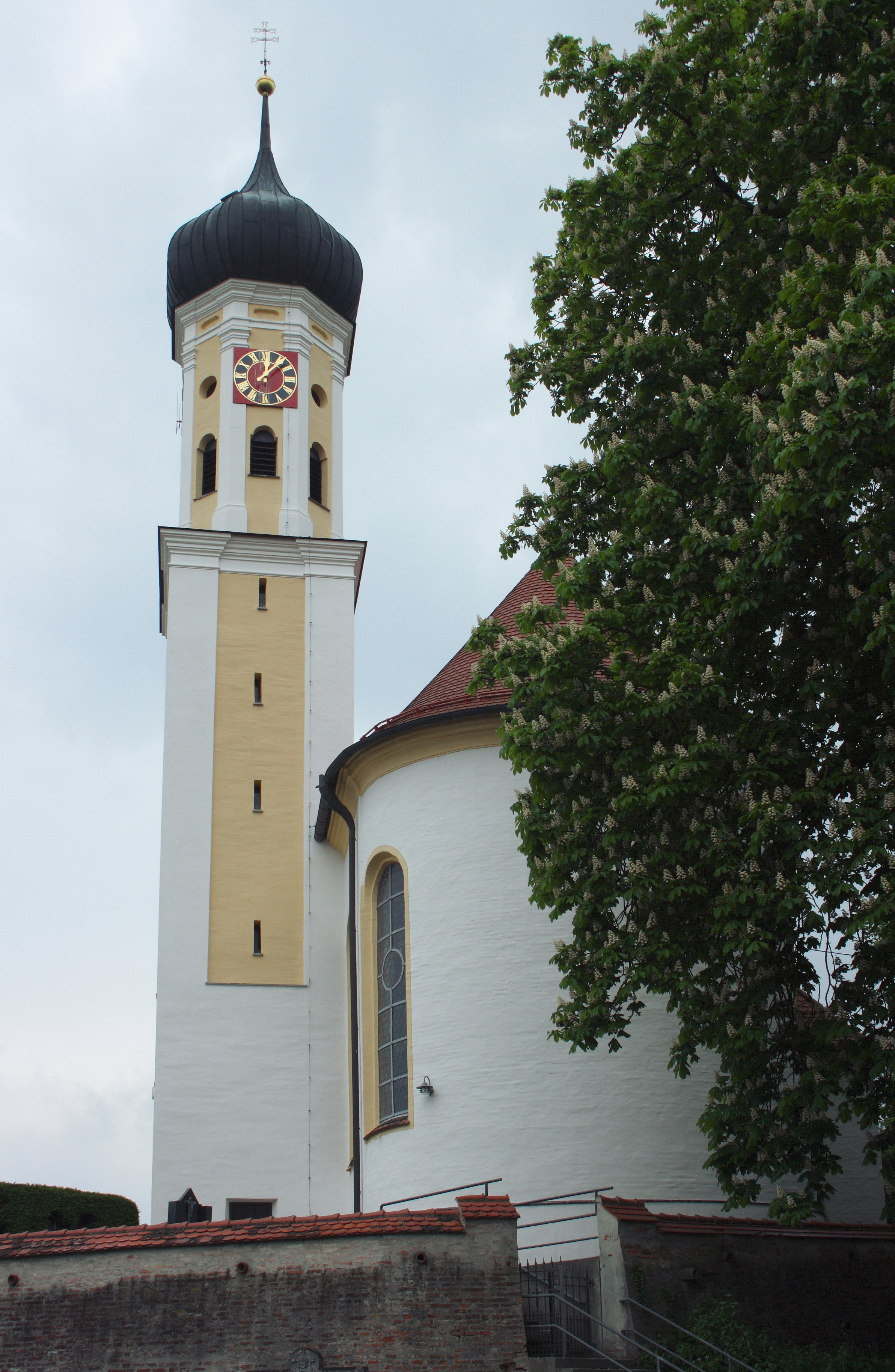
St. Nikolaus in Dürrlauingen

Die römisch-katholische Pfarrkirche St. Nikolaus steht in Dürrlauingen, einer Gemeinde im schwäbischen Landkreis Günzburg in Bayern. Das Bauwerk ist in der Liste der Baudenkmäler in Dürrlauingen als Baudenkmal unter der Nr. D-7-74-127-1 eingetragen. Die Pfarrei gehört zum Dekanat Günzburg des Bistums Augsburg.

## Beschreibung
Die barocke Saalkirche wurde 1767/68 nach einem Entwurf von Joseph Bichlmayer errichtet. Sie besteht aus einem Langhaus zu vier Achsen, einem eingezogenen, halbrund geschlossenen Chor und einem Chorflankenturm auf quadratischem Grundriss an der Südwand des Chors. Er wurde mit einem achteckigen, mit Pilastern versehenen Geschoss aufgestockt, das den Glockenstuhl und die Turmuhr beherbergt, und mit einer Zwiebelhaube bedeckt.
Der Innenraum des Langhauses ist mit einem Spiegelgewölbe überspannt, der des Chors mit einem Stichkappengewölbe. Die Fresken, im Chor über den Märtyrer des heiligen Vitus, im Langhaus über den mit einem Heiligenschein umgebenen heiligen Nikolaus, hat 1769 Johann Anwander geschaffen. Der Hochaltar, der der übrigen Kirchenausstattung angepasst ist, entstand erst 1938. Ein um 1770/80 entstandenes Kruzifix wird Johann Michael Fischer zugeschrieben.